# Belgrade (Montana)
Belgrade és una població dels Estats Units a l'estat de Montana. Segons el cens del 2000 tenia 5.728 habitants.

## Demografia
Segons el cens del 2000, Belgrade tenia 5.728 habitants, 2.132 habitatges, i 1.507 famílies. La densitat de població era de 1.324,3 habitants per km².
Dels 2.132 habitatges en un 41,6% hi vivien nens de menys de 18 anys, en un 56,9% hi vivien parelles casades, en un 10,1% dones solteres, i en un 29,3% no eren unitats familiars. En el 19,8% dels habitatges hi vivien persones soles el 5,1% de les quals corresponia a persones de 65 anys o més que vivien soles. El nombre mitjà de persones vivint en cada habitatge era de 2,68 i el nombre mitjà de persones que vivien en cada família era de 3,12.
Per edats la població es repartia de la següent manera: un 29,7% tenia menys de 18 anys, un 11,5% entre 18 i 24, un 37,3% entre 25 i 44, un 15,5% de 45 a 60 i un 6,1% 65 anys o més.
L'edat mediana era de 29 anys. Per cada 100 dones de 18 o més anys hi havia 99,1 homes.
La renda mediana per habitatge era de 37.392 $ i la renda mediana per família de 40.378 $. Els homes tenien una renda mediana de 27.154 $ mentre que les dones 20.689 $. La renda per capita de la població era de 15.266 $. Aproximadament el 8,1% de les famílies i l'11,4% de la població estaven per davall del llindar de pobresa.

## Poblacions més properes
El següent diagrama mostra les poblacions més properes.